# Concierto de Aranjuez (Paco de Lucía, àlbum)
Concierto de Aranjuez (Philips 510 301-2) és un àlbum discogràfic (vinil i compacte) enregistrat en directe a Torrelodones (Madrid) el 1991 que inclou aquest concert per a guitarra i orquestra del compositor valencià Joaquín Rodrigo i la intervenció solista de Paco de Lucía ensems amb l'Orquestra de Cadaqués dirigida per Edmon Colomer.

## Concert i enregistrament
L'enregistrament del Concierto de Aranjuez es va fer en directe els dies 25 i 26 d'abril del 1991 en dos concerts organitzats per la companyia discogràfica PolyGram, amb el patrocini de la Sociedad Estatal V Centenario, creada per a la programació i organització dels actes commemoratius dels cinc segles del descobriment d'Amèrica. Així, es va poder reunir l'Orquestra de Cadaqués sota la batuta d'Edmond Colomer i fer realidat el projecte d'oferir la versió del guitarrista flamenc de 43 anys interpretant el concert de Rodrigo en condicions òptimes. La producció discogràfica va ser dirigida pel mateix Paco de Lucía. Al Teatro Bulevar (o Casa de Cultura) de la madrilenya localitat de Torrelodones, el programa es va encetar amb la Simfonia Clàssica de Serguei Prokófiev (peça no inclosa al disc) per donar pas al Concierto de Aranjuez. A la segona part va intervenir primer Paco de Lucía sol per a, posteriorment, interpretar amb José María Bandera i Juan Manuel Cañizares l'arranjament d'aquest darrer per a tres guitarres sobre tres peces de la suite Iberia del compositor català Isaac Albéniz. Les mescles del concert per a guitarra estan signades per John Kurlander; d'altra banda, Triana, Albaicín y Puerto s'enregistrarien i mesclarien a Cinearte per Miguel Ángel de la Vega.
Com es reflecteix a la portada del disc, en acabar la interpretació de la seva obra, el nonagenari compositor Joaquín Rodrigo va pujar a l'escenari on va escoltar, assegut al costat del guitarrista, el segon moviment, Adagio, que es va oferir com a propina. A la sala es trobaven, igualment, figures de la guitarra flamenca com ara Serranito, Tomatito, Pepe Habichuela o el clàssic Ignacio Rodes. Al cuadern de notes oferit a l'entrada del teatre, Andrés Ruiz Tarazona assenyala que Endinsar-se a aquesta obra, dominar-la, ha estat el somni dels guitarristes des de fa mig segle. (...) No és per això gens estrany que un altre gran intuïtiu de la música i enlluernador guitarrista, Paco de Lucía, al qui hem admirat sempre per la seva capacitat improvisatoria i la seva imaginació sonora, haja volgut recrear el Concierto de Aranjuez des del seu personal estil. (...) Paco de Lucía ens ofereix una dimensió nova i insospitada del Concierto de Aranjuez.
Sovint s'assenyala que aquesta versió és una de les més originals i aconseguides, sobretot pel que fa a la dinámica i l'articulació, amb un carácter rítmic renovat. En paraules del guitarrista: Yo toco el Concierto tal como viene en la partitura, pero nunca lo oí tocado a ritmo y ahí es donde quería hacer mi interpretación.

## Pistes del disc
- Concierto de Aranjuez (Joaquín Rodrigo)

1. Allegro con spirito – 5:49
2. Adagio – 11:35
3. Allegro gentile – 5:29

- Suite Iberia - selecció (Isaac Albéniz, arranjament de Juan Manuel Cañizares)

1. Triana – 5:02
2. Albaicín – 7:30
3. Puerto – 3:44

## Intèrprets
- Paco de Lucía - guitarra flamenca
- José María Banderas - guitarra flamenca (a Iberia)
- Juan Manuel Cañizares - guitarra flamenca (a Iberia)

- Orquestra de Cadaqués:

Flautes: Jaime Martín, Magdalena Martínez.
Oboè: Manuel Angulo
Corn anglès: Nigel Shore
Clarinets: Joan Enric Lluna, Mark Withers.
Fagots: Raquel Gough, Santiago Ríos.
Trompes: Susan Dent, Colin Horton.
Trompetes: Cyrille van Poucke, Juanjo Serna.
Timbales: Tristan Fry
Violins: John Harding, Patty Davis, Vicente Huerta, John Meisner, Santiago Juan, Marijke van Kooten, Hazel Mulligan, José Luis Novo, David Olmedo, Sara Parkins, Helen Paterson, Sebastian van Vught, Nicoline Kraminken.
Violes: Scott Rawls, Josephine Fitzpatrick, Susan Knight, Karen Opgenorth.
Violoncels: Sebastian Kolowski, Nick Roberts, David Bucknall, Jorge Pozas.
Contrabaixos: Xavier Astor, John Beshear.
- Edmon Colomer - director